# Schneeschuhbanditen
Schneeschuhbanditen ist ein deutsch-norwegischer Stummfilm aus dem Jahre 1928. Unter der Regie von Uwe Jens Krafft spielte das Ehepaar Paul Richter und Aud Egede-Nissen die Hauptrollen. Das Drehbuch verfasste Jonathan Jew nach seinem eigenen Roman.

## Handlung
Grete Elstad ist die Tochter des Generaldirektors der norwegischen Staatsbahn, Nils Elstad. Ihre Gefühle wanken zwischen Leutnant Lund und dem Sportsmann Tom Heiberg, einem Ski-Springer, hin und her. Als Heiberg aufgrund eines verhängnisvollen Zufalls bei einem Skisprungwettbewerb eine böse Pleite erlebt, wendet sich die wankelmütige Grete dem Leutnant zu. Tom beschließt daraufhin, sich als Werbefachmann bei der norwegischen Staatsbahn zu bewerben. Eines Tages kommt er auf die Schnapsidee, gemeinsam mit einigen Kumpels in schwarzer Maskierung einen Zug der Konkurrenzgesellschaft auszurauben, nur um seine Tüchtigkeit unter Beweis zu stellen. Die Männer werden verfolgt, doch dank seines Könnens auf den Schneeschuhen, den Skiern, kann er seine Verfolger bis in die Stadt abschütteln. Dort wähnen sich die „Schneeschuhbanditen“ in Sicherheit.
Heiberg befürchtet jedoch, dass bei dem Überfall ein Eisenbahnschaffner getötet wurde und ist deswegen verzweifelt. Bald kommt Grete dahinter, dass Tom einer der Schneeschuhbanditen sein könnte und gibt sich selbst einige Mitschuld, da sie ihn nach seinem Missgeschick beim Wettbewerb sitzengelassen hatte. Allmählich beginnen die beiden jungen Leute jedoch wieder zueinander zu finden. Tom Heiberg gibt das Raubgut an die Besitzer zurück, und es stellt sich heraus, dass es beim Überfall keinen Toten gegeben hatte. Er bekommt statt einer zu erwartenden Haftstrafe sogar eine Anstellung der Staatsbahn, weil dieser Überfall lediglich zu einem Zwecke diente: Heiberg wollte beweisen, dass die Konkurrenz-Bahn wesentlich unsicherer sei, als die Eisenbahn seines zukünftigen Arbeitgebers.

## Produktionsnotizen
Schneeschuhbanditen entstand im Frühjahr 1928 in Norwegen (Außenaufnahmen) und in Berlin (Studioaufnahmen). Der Film passierte am 25. Juli 1928 die deutsche Zensur und wurde nach der norwegischen Weltpremiere am 8. Oktober 1928 am 16. Mai 1929 im Berliner Mozartsaal erstaufgeführt. Der Film besaß sieben Akte, verteilt auf 2298 Meter, und wurde mit Jugendverbot belegt.
Jacques Rotmil entwarf die Filmbauten in Berlin, Alfred Kern war Aufnahmeleiter. Co-Star Ada Kramm war die jüngere Schwester von Aud Egede-Nissen.